# Абортивная инициация

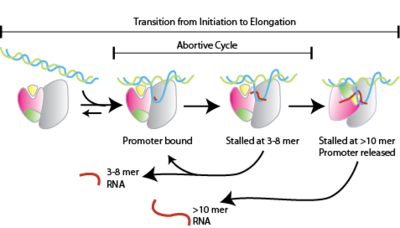
Абортивный цикл РНК полимеразы T7

Абортивная инициация, также известная как абортивная транскрипция, ранний процесс генетической транскрипции, в котором РНК-полимераза связывается с промотором ДНК и входит в циклы синтеза коротких транскриптов мРНК, которые выделяются прежде, чем транскрипционный комплекс покинет промотор. Этот процесс происходит как у эукариот, так и у прокариот. Абортивная инициация, как правило, изучается в РНК-полимеразах Т3 и Т7 в бактериофагах и кишечной палочке.

## Обзор процесса
Абортивная инициация происходит до клиренса промотора.
1. РНК-полимераза связывается с промоторной ДНК, чтобы сформировать РНК-полимеразно-промоторный  закрытый  комплекс
2. РНК-полимераза затем разматывает один виток ДНК, окружающий сайт инициации транскрипции, получая РНК-полимеразно-промоторный открытый комплекс
3. РНК-полимераза входит в абортивный цикл синтеза и расцепляет короткие цепочки РНК (до 10 нуклеотидов в длину)
4. РНК-полимераза обходит промотор и входит в этап элонгации транскрипции

## Механизм
Абортивная инициация — нормальный процесс транскрипции и происходит как in vitro, так и in vivo. После каждого шага добавления нуклеотида в инициации транскрипции, РНК-полимеразы могут действовать стохастически, избегая промотора (продуктивная инициация) или могут освободить РНК и вернуться к РНК-полимеразно-промоторному открытому комплексу (абортивная инициация). Во время этой ранней стадии транскрипции, РНК-полимераза входит в фазу, в течение которой диссоциация комплекса транскрипции энергично конкурирует с процессом удлинения. Сильная связь между комплексом инициации и промотором не является причиной абортивного цикла.

### Морщины ДНК
На протяжении многих лет, механизм, с помощью которого РНК-полимераза движется вдоль цепи ДНК во время абортивной инициации оставался неуловимым. Было замечено, что РНК-полимераза не избегает промотора при инициации транскрипции, так что было неизвестно, как фермент мог читать цепь ДНК для расшифровки, не перемещаясь вниз. В течение последнего десятилетия, исследования показали, что абортивная инициация предполагает  морщинистость ДНК  (англ. DNA scrunching), при котором РНК-полимераза остаётся неподвижной, а она раскручивает и тянет вниз ДНК в комплексе транскрипции, проходя через нуклеотиды полимераз активного сайта, тем самым расшифровывая ДНК без движения. Это приводит в размотанной ДНК к накапливанию фермента, отсюда и название «морщины ДНК». В абортивной инициации РНК-полимераза сматывает и выталкивает вниз часть развёрнутого ДНК, освобождает РНК и возвращается к РНК-полимеразно-промоторному открытому комплексу; в противоположность этому, при продуктивной инициации, РНК-полимераза сматывает и выбрасывает вверх часть развёрнутого ДНК, нарушая РНК-полимеразно-промоторные взаимодействия, избегая промотора и формируя комплекс транскрипционной элонгации.
Статья 2006 года, что свидетельствует о причастности ДНК морщин к начальной транскрипции, предлагает идею, что стресс, понесённый в течение морщинизации ДНК, обеспечивает движущую силу как для абортивной инициации, так и продуктивной инициации. Сопроводительный документ, опубликованный в том же году, подтвердил, что обнаружение морщин ДНК происходит в 80 % циклов транскрипции, а на самом деле, по оценкам, 100 %, учитывая ограничения способности обнаруживать быструю морщинистость (20 % морщин имеют длительность менее 1 секунды).

## Функция
Не существует общепринятой функции для получения усечённых транскриптов РНК. Тем не менее, исследования в 1981 году нашли доказательства того, что существует связь между количеством произведённых абортивных транскриптов и временем, в течение которого успешно производятся цепочки РНК. Когда РНК-полимераза проходит абортивную транскрипцию в присутствии АТФ, ГТФ, то образуется комплекс, который имеет гораздо более низкую способность к абортивной утилизации и гораздо более высокую скорость синтеза полной длины РНК-транскриптов. Исследование в 2010 году нашло доказательства, подтверждающие, что эти усечённые транскрипты ингибируют прекращение синтеза РНК на РНК шпилько-зависимом внутреннем терминаторе.